# Karen Xue
Karen Xue (11 settembre 2007) è una nuotatrice artistica statunitense.

## Biografia
Viene selezionata della squadra statunitense per i campionati mondiali giovanili di nuoto artistico 2024, vincendo l'oro nella gara a squadre programma acrobatico.
Ha esordito nella Coppa del Mondo di nuoto artistico il 1 marzo 2025 a Parigi, terminando al terzo posto nella gara a squadre nel programma tecnico.

## Palmarès

### Coppa del Mondo
- 4 podi:
  - 1 vittoria (1 nella gara a squadre)
  - 3 terzi posti (3 nella gara a squadre)

#### Coppa del mondo - vittorie
| Data         | Luogo  | Paese   | Disciplina      |
| ------------ | ------ | ------- | --------------- |
| 2 marzo 2025 | Parigi | Francia | Team acrobatico |